# عادل السيوي
عادل السيوي  (12 فبراير 1952. -) هو فنان تشكيلي مصري. 

## حياته ونشأته
من مواليد محافظة البحيرة في 12 فبراير 1952  درس في القسم الحر بكلية الفنون الجميلة 1974 : 1975 أثناء دراسته في كلية الطب حيث حصل على بكالوريوس كلية طب وجراحة جامعة القاهرة عام 1976 ولكنه استقال من عمله كطبيب وتفرغ للفن وأكمل دراساته في مرسم فيرارى رينزو - ميلانو - إيطاليا 1980- 1985.
انتدب جزئياً لتدريس فنون الجرافيك بكلية الفنون الجميلة بالمنيا، وعمل كرئيس تحرير مجلة الفنون البصرية (عين) 1997.
تزوج من الصحفية سماح إبراهيم عبد السلام عام 2015  وأنجب عام 2016 الطفلة «ديالا» وثارت خلافات بين الزوجين وصلت إلى المحاكم ومواقع التواصل الاجتماعي. قالت الصحفية إنها تزوجت السيوي، وبقي الزواج سرياً لأنه يحمل الجنسية الإيطالية من زوجته الأولى ويمنعه قانون هذه الدولة من الزواج بأخرى  وكان هناك اتفاق بعدم الإنجاب لكن حدث الحمل رغماً عنها.

## مهامت وإسهامات فنية
تصميم ديكورات وتنسيق مناظر فيلم (يا دنيا يا غرامي) للمخرج مجدى أحمد على، مدير الفن في الفيلم 1994.
ترجمة وتقديم نظرية ليوناردو دافنشى في الرسم 1995.  
المبادرة من جماعة الفن التجريبى (المشروع في كوم غراب - القاهرة القديمة) 1996.
عضو في المجلس الأعلى للثقافة - القاهرة 1997.
ترجمة وتقديم بول كلى (محاضرات باو هاوس) 2001.
عضو اللجنة المنظمة في بينالى القاهرة الدولى الثانى عشر 2010.

## يتحدث عن مشواره
كنت طبيباً شاباً، قرَّر أن يترك الطب ويدرس الفن ثم يسافر إلى إيطاليا ليدرس بطريقة احترافية. هاجرت وعشت في إيطاليا، ثم عدت إلى مصر وكانت رغبتي واضحة في أن أصبح فناناً محترفاً يستطيع أن يعيش من الفن ويتفرغ له. سعيت للعمل «بإيدي وأسناني»، وإلى الآن ما أزال أعمل كموظف لدى اللوحة، وجرت العادة أن أحضر إلى المرسم يومياً عند الساعة التاسعة صباحاً وأظل أعمل حتى الخامسة عصراً.
البورتريه هو وجهة نظرك في الشخصية التي تظهرها، وفن البورتريه قادني إلى مرحلة مختلفة. بعد سنوات من العمل رأيت أنني أحتاج إلى رسم الشخص ضمن ذاكرة جماعية، وقادني هذا إلى معرض «نجوم عمري» الذي صوَّرت فيه ممثلين وسياسيين وشعراء كانوا جزءاً من تكويني الشخصي ومن تكوين اجتماعي عام. وكان هذا قوساً مهماً في تجربتي أخذ مني وقتاً طويلاً. ثم توقفت حين شعرت أن التجربة اكتملت ولم تعد مثيرة لشغفي، ورحت في اتجاه آخر يقوم على تأمل العلاقة مع الحيوان. وكان الموضوع مثيراً جداً بالنسبة لي، إذ جلست أفكر في ما يعنيه الحيوان بالنسبة لي، وكيف يتعامل الإنسان مع الجزء الحيواني بداخله، وما هو الإنساني أصلاً.. تأملت هذا الصراع الداخلي ورسمته في معرض. أن الحركة التشكيلية المصرية منذ تأسيسها «حركة عرجاء»، تمشي على قدم طويلة وأخرى قصيرة. القدم الطويلة هي الإبداع والقصيرة هي المنتج النظري.
صرت أميل إلى «الحكي» بعدما اكتشفت قيمته. فأنا مشغول جداً بالكيفية التي «أحكي» بها، وكيف يتجلى هذا في اللوحة. تستطيع أن تقول إنني صرت مهووساً بالحكاية لكني لست سريالياً، لأن السريالية تنتج من اللاوعي وطاقة الحلم.

## عادل السيوي في حضرة الحيوان
أقام السيوي معرض بعنوان «في حضرة الحيوان» بقاعة «مشربية» بمنطقة وسط البلد بالقاهرة في أبريل 2017، بعد غياب ست سنوات عن الساحة التشكيلية. قدم من خلاله هذا المعرض 270 لوحة موزعة على ثلاث قاعات. قال السيوي: «الحيوان بالنسبة إلى السيوي عالم شعر في لحظة أنه قريب منه وليس منفصلاً عنه، فيذكر أنه أثناء تجواله في حديقة برلين، وجد غوريلا تضع يدها على خدها، تتأمل أشياء وتستعيد ذكريات، يقول السيوي:» في هذه اللحظة ضاعت الفروق بيننا، شعرت بأننا كيان واحد، وأننا قريبان جداً، شعرت بأنني أتمنى أن أطبطب عليها، من هنا فإن المعرض جاء بعد تأملات عميقة في هذا العالم«. وقال شاكر عبد الحميد، وزير الثقافة:» أن أداء السيوي في معرضه الجديد تميز من حيث اللون والموتيفات والعلاقات ما بين التكوينات والأشكال وقدرته على خلق صلة بين عالمي الإنسان والحيوان، حيث إن الفواصل بين هذين العالمين تبدو كأنها غير موجودة". وقال الفنان محمد الجنوبي إن السيوي اختار فكرة واستخرج منها كل طاقتها، فقد دخل لعالم الحيوانات بطريقة شعرية، حيث رسم مع الفنان "دى شامب«ذئبًا، كما رسم محمود سعيد كفنان مسالم على البحر، أما فان جوج وأحذيته فقدمه مع الفراشات، عبد الهادى الجزار والحمامة.. الخ».

## معرض نجوم عمري
أقام السيوي معرض للوحات تشمل فنانين وممثلين ومطربين مصر القدماء مثل: ليلى مراد وأسمهان وفاتن حمامة وفايزة أحمد وسعاد حسني وإسماعيل يس وعبد الفتاح القصري ومحمد فوزي وعبد الحليم حافظ ورشدي أباظة.
قال السيوي عن معرضه «نجوم عمري»: «رسمت نجوم عمري واستعدت مراهقتي وتكويني.... هذا هو المعرض العشرون لي عن نجوم أثروا في حياتي في فترة المراهقة والتكوين، وهو استعادة لذلك العالم الذي اختفى بالكامل»، وأضاف: «لعل المسافة الزمنية التي يستشعرها المطالع لهذه الوجوه نتيجة وقفة التأمل التي وقفتها أمام نجوم عمري وهي تحمل مشاعر وأفكار زمن انتهى»، وقال: «إنها أشبه بأيقونات انفكت من زمنها واصبحت طليقة». وقال الناقد السينمائي محسن ويفي: «أن السيوي استدعى نجوم عمرنا ولكنه خلصهم في تجربة التشكيل من دلالاتهم كأيقونات معتمدة في الذاكرة وخرج بهم رغم إعجابه البالغ بحضورهم اللامع إلى آفاق أرحب من الوجود الفيزيقي المحدود، ولكن عند النظر إلى تلك الوجوه قد نكتشف أن المسألة لا تتوقف عند حدود الاستدعاء الحنون ويتساءل من ينظر إلى من؟ هل هي لعبة المرايا المتقابلة تلعبها ذوات الحاضر والماضي مرة أو مرتين فيختلط الوجه المصور بالناظر من أجل استعادة زمن أكثر حميمية أم هي لحظة يصبح الحاضر فيها بتناقضاته المتوترة جزءا من لحظة ماضية». وقال الكاتب جلال الجميعي عن معرض «نجوم عمري»: "إن الفنان ليس في مقام الفوتوغرافيا ولا التسجيل فهو في مقام تذكر واستدعاء نجوم الفن ونجوم حياته المحبوبين الذين ملأوا الأيام الخالية بهجة صافية على عكس البالية القلقة التي ميزت أعماله السابقة، حيث يبدو تكوين الصورة في هذه التجربة مستقرا ومتوازنا، كما تبدو المساحات اللونية صريحة وساطعة ومؤكدة ولكن ما أن نصل إلى عيون الشخصيات المفتوحة على مجهول حتى يرتبك الاتزان كله نرتد من العيون إلى المساحات اللونية، نجد سطوعها وقد انقلب إلى غموض واتزانها قد تحول إلى سكون موحش".
كتبت هويدا صالح عن معرض «نجوم عمري» قائلة: «إن الفنان عادل السيوي يقبض علي لحظة كشفية، يستبطن صوره، بذل الفنان جهداً ضخماً حتي يفلت من مكتسبه الإبداعي كمصور محترف منذ أواخر السبعينيات وحتى الآن، أفلت من مرجعياته وانطلق صوب ماضٍ تواري خلف الانهيار الكامل لمنظومة القيم الأخلاقية والإبداعية والإنسانية، لهث الفنان وراء حلم سرق منا، لمح شعاع الضوء المتسرب من ماضيه الجميل، أغوته نداهة العشق، فأسقط عليها ضياع الحلم، وضياع الهوية، أراد أن يعيد للشخصية المصرية روحها الضائعة من خلال رموز كمنت في الضمير الجمعي للأمة».
كتب سيد محمود على موقع العين الاخبارية: «أعاد عادل السيوي إنتاج أكثر من تصور عن أم كلثوم بدت فيه» ملتبسة«وغامضة، وكان حضورها في لوحات معرضه الشهير «نجوم عمري» يقوم على شكل من أشكال الحوار وربما الصراع، فقد أراد التحرر من زمنها وليس تثبيته، فتجلت أكثر لأنها هزمت كل محاولات الإزاحة والتحرر منها».

## المعارض الخاصة
المعرض الأول بآتيلييه القاهرة افتتحه الفنان راغب عياد 1980
معرض بآتيليه القاهرة 1985، 1987
معرض بقاعة المشربية 1988، 1990
معرض بقاعة (كوريير) برلين الغربية 1989، 1990
معرض بقاعة بيروف دى ارنست - بيروت - لبنان 1993
معرض بقاعة المشربية 1992، 1993، 1995
معرض حوارات لونية (ثلاثة فنانين مصريين) بجدة السعودية 1995
معرض بالأكاديمية المصرية - روما - إيطاليا 1996
معرض (الرؤية) فرنسا 1999
معرض بقاعة إخناتون بمجمع الفنون بالزمالك 1999
معرض 9 فنانين بدار الأوبرا 2000
ـ معرض بفرنسا في (agde) عام 2000
معرض فرحات عمار - تونس 2003
معرض (رواق) المنامة - البحرين 2003
معرض (أجيال) بيروت - لبنان 2004
معرض (الأتاسى) دمشق - سوريا 2004
معرض الفنون - الكويت 2004
معرض بالمركز الثقافى الفرنسى بالإسكندرية 2005
- معرض بعنوان (نجوم عمري) بقاعة المشربية وبقاعة كريم فرنسيس أبريل 2006
- معرض بعنوان (حكايات السيوي) بقاعة (أفق واحد) بمتحف محمد محمود خليل وحرمه يناير 2010
معرض بعنوان (في حضرة الحيوان) بقاعة (مشربية) بوسط البلد أبريل 2017 

## المعارض الجماعية المحلية
مهرجان الفن للجامعات المصرية 1975
معرض بجاليرى القصر - القاهرة 1989
معرض بالمعهد البريطانى بالقاهرة 1994
- معرض جماعى (صورة المرآة) بالمركز الثقافى البريطانى بالقاهرة
ورشة الثمانينات المصرية بمكتبة مبارك العامة 1995
معرض (أيام كوم غراب) بمركز الهناجر للفنون بدار الأوبرا 1998
- المعرض القومى للفنون التشكيلية الدورة (24) 1995، الدورة (26) 1999
ـ معرض الرواد بالعيد الفضى لجمعية فنانى الغورى 1999
- معرض (المصرية المواجهة للفن المعاصر الإيطالي) بمركز الجزيرة للفنون 2000
المعرض القومى للفنون التشكيلية الدورة (27) 2001، والدورة (28) 2003
معرض (الوجه البشري في الفن المصري المعاصر) مكتبة الإسكندرية 2003
صالون آتيليه القاهرة الأول للبورتريه بآتيليه القاهرة سبتمبر 2005
معرض بحديقة الأزهر - القاهرة 2005
معرض بقاعة المشربية - القاهرة 2005
معرض الفنون 2005
معرض بقاعة كريم فرنسيس - القاهرة 2005
معرض (art stock) بجاليرى تاون هاوس يونيو 2006
معرض (أم كلثوم...الهرم الرابع) بمعهد العالم العربى بباريس 2008
صالون جاليرى الدورة الثانية بقاعة المشربية مايو 2008
معرض (من أجل غزة) بأتيليه القاهرة يناير 2009
- معرض بعنوان (حارة الذكريات) بجاليرى جرانت بوسط القاهرة 2009
مهرجان الإبداع التشكيلى الثالث (المعرض العام الدورة الثانية والثلاثون) 2009
- معرض (وجوه) بقاعة أفق واحد - متحف محمد محمود خليل وحرمه ديسمبر 2009
- معرض (أخفاء الجسد) بقاعة (سمعخانة) ديسمبر 2009 - معرض (ليه لأ) معرض فن معاصر - بقاعات قصر الفنون بدار الأوبرا 2010
- معرض ملتقى الفخار العاشر بمركز سعد زغلول الثقافى - متحف بيت الأمة أبريل 2010
معرض بجاليري (المسار) بالزمالك يونيو 2010
مهرجان الإبداع التشكيلى الرابع (المعرض العام الدورة الثالثة والثلاثون) 2010
معرض «مختارات من الفن المصرى المعاصر» بقاعة بنك التعمير والإسكان - المهندسين يوليو 2010
معرض جماعي 1990 - 2010 بقاعة (المشربية) يونيو 2010
صالون الأتيليه (التاسع والخمسون) بأتيليه القاهرة سبتمبر 2010
معرض (مصر بلدنا) بقاعة (خان المغربى) بالزمالك مارس 2011
المعرض السنوى الرابع (التشكيل في الفن) بجاليرى المسار مايو 2011
معرض بجاليرى المشربية بالمهندسين أكتوبر 2011
- معرض (رؤى معاصرة - التشكيل في الفن) بجاليري المسار للفن المعاصر بالزمالك أكتوبر 2011
معرض (رسوم) بجاليري مصر للفن المعاصر بالزمالك فبراير 2012
معرض (مقتنيات بيكاسو 15) بقاعة بيكاسو بالزمالك يونيو 2013
معرض (مقتنيات بيكاسو 16) بقاعة بيكاسو بالزمالك يونيو 2014
المعرض العام للفنون التشكيلية الدورة (37) 2015
معرض بجاليري (ضي) بالمهندسين - مارس 2016
معرض بجاليري سوما للفنون المرئية أغسطس 2017
بجاليري نوت بالزمالك 2017 معرض (100 Artists)
معرض بجاليرى المشربية يوليو 2019
معرض بعنوان (المجموعة الصيفية) بجاليرى المشربية سبتمبر 2019
معرض (كما أنا) بجاليري مصر سبتمبر 2019
- معرض (الحرف ال 29 من الأبجدية) بقاعة المشربية للفن المعاصر أكتوبر 2019
- معرض بعنوان (مختارات عربية) الثالث بجاليري (ضي) للفنون والثقافة بالمهندسين مايو 2021
- معرض بعنوان (المشهد) بمجمع الفنون (بقصر عائشة فهمي) بالزمالك مارس 2022  

## المعارض الجماعية الدولية / المعارض الخارجية
معرض (الفنانون الأجانب في إيطاليا) قصر إينوشنتى - فلورنسا - إيطاليا 1986
معرض الفن المصرى الحديث بمتحف الفن الحديث بنيودلهى -الهند 1993
معرض الفن الأفريقي المعاصر بمعهد العالم العربى باريس 1994
معرض بمتحف الفن الحديث - البرتغال 1994
معرض بمتحف الفن الحديث - كيب تاون - جنوب أفريقيا 1994
جوهانسبرج – جنوب إفريقيا 1994- معرض بالمتحف الوطنى
معرض بمعهد العالم العربى دو - باريس - فرنسا 1994
معرض بالمركز الثقافى الكورى - باريس - فرنسا 1995
معرض بالمعهد الدولى للتجارة - مدينة مكسيكو - المكسيك 1995
معرض (الفن المصري المعاصر) مرسيليا - فرنسا 1995
معرض بقاعة (Lacarz) جدة - المملكة العربية السعودية 1995
بينالي الشارقة 1995
بينالي ساوباولو عرض بالليزر - البرازيل 1996
بينالي القاهرة الدولى السادس 1996
بينالي البندقية (الحداثة والذاكرة) إيطاليا 1997
بينالي فينيسيا الدورة (47) 1997
بينالي الإسكندرية التاسع عشر لدول البحر المتوسط 1997
بينالي الشارقة في الإمارات العربية المتحدة 1997
معرض (الفن المصري المعاصر) الجامعة اللبنانية - بيروت 1997
معرض (الفن الحديث) بمتحف الفن الأفريقي عبر أورلاندو - فلوريدا – الولايات المتحدة الأمريكية 1997
معرض (بلا حدود) ميشلين فاليه - جنيف 1997
معرض بقصر دولما باشا- المركز الثقافي - إسطنبول - تركيا 1998
- معرض الفنانين المصريين المعاصرين مع العالم العربي - معهد دي موند العربي  باريس - فرنسا 1999
معرض (EXPO) هانوفر في عام 2000
محترفات عربية بيروت ـ دمشق 2001
معرض (الفن المعاصر في مصر) مكسيكو سيتي - المكسيك 2001
معرض (الفن المصري المعاصر) بكين - الصين 2002
معرض بآتيلييه آرابس - دمشق - بيروت 2002
معرض ال 18 فنان الدولى تكريماً إلى الملك هنري الرابع بمبادرة من فيليب - ليون - فرنسا 2002
معرض (العربية) المنسق من قبل صالح بركات - دبى - الإمارات 2003
- معرض (لوحات للأطفال العرب) المنسق من قبل آل محيى اللباد - المعهد العربى دوموند - باريس 2003
معرض جرينوبل GRENOBLE بفرنسا (VIRTUAL ART SHOW)
معرض ثلاثية البحر المتوسط للفن المعاصر بمدينة مارسيليا بفرنسا 2008
- معرض الفنانون العرب بين إيطاليا والبحر المتوسط بقاعة أفق واحد بمتحف محمد محمود خليل وحرمه 2008
بينالي القاهرة الدولي الحادي عشر ديسمبر 2008
معرض الفنون التشكيلية المصرية المقام (هافانا - كوبا) يوليو 2010
معرض (مختارات عربية) بأتيلييه جدة للفنون التشكيلية - السعودية يونيو 2010
- الكرنفال الأول للفنون المرئية المعاصرة بالأكاديمية المصرية للفنون بروما مارس 2014
- معرض (مختارات عربية) السابع باتيلية جدة للفنون - المملكة العربية السعودية مايو 2014
- ملتقى البرلس الدولى الخامس للرسم على الحوائط والمراكب بكفر الشيخ أكتوبر 2018 

## المؤلفات والأنشطة الثقافية
ترجم وقدم كتاب ليوناردو دافنشى (نظرية التطور) ـ إصدار الهيئة العامة للكتاب
أصدر العدد الأول من مجلة (عين) للفنون البصرية
ترجم الأعمال الكاملة للشاعر الإيطالي أونغاريتي من الإيطالية إلى العربية
ويرى السيوي أن الشعر ينظّم علاقتنا بأجمل كنز يمتلكه الإنسان وهو اللغة. ويقول: "أنا كعربي أؤمن أن شاعرَ القبيلة كان بوسعه أن يوقف حرباً بقصيدته، فالشعر مرجعية حاسمة في ثقافتي العربية، ولذلك سأظل منحازاً له ولو عبر ترجمته". ومن الأسباب أيضاً أن أونغاريتّي عاش في مصر - الإسكندرية مثل كفافيس، وأمثال هؤلاء الشعراء يمثلون عيناً أخرى تطل على ثقافتنا المصرية ويعيدون الينا روائح أو أصواتِ مرحلةٍ كادت تمّحي من ذاكرتنا هي بدايات القرن الماضي".

## وصلات خارجية
https://elcinema.com/person/1068554 عادل السيوي
http://www.fineart.gov.eg/arb/cv/cv.asp?IDS=432 عادل السيوي
https://www.youtube.com/watch?v=VKLWQI2lqkE عادل السيوي
https://www.youtube.com/watch?v=zM4Wk9MFX9I عادل السيوي
https://www.youtube.com/watch?v=QmeZSEM9SYk عادل السيوي
https://www.youtube.com/watch?v=dkRujM71Gm0 عادل السيوي
https://www.youtube.com/watch?v=7EaJ7ADn9jY عادل السيوي
https://www.youtube.com/watch?v=Nyu1r5Qjg0s عادل السيوي
https://www.youtube.com/watch?v=2HN8hNydx10 عادل السيوي
https://www.youtube.com/watch?v=ClXUNu1GSig عادل السيوي